# Arthur Ulrich
Friedrich Wilhelm Arthur Ulrich (* 8. Mai 1882 in Cassel; † 18. November 1958 in Bremen) war ein deutscher Jurist und Syndikus der Handelskammer Bremen.

## Biografie
Ulrich war der Sohn des Mühlendirektors Heinrich Ulrich. Er absolvierte das Gymnasium und studierte von 1900 bis 1903 Rechtswissenschaften und Volkswirtschaft an der Universität Freiburg im Breisgau, der Universität Berlin und der Universität Göttingen. Nach der Referendar- und Militärzeit wurde er Assessor und dann Mitarbeiter bei der Landesversicherungsanstalt in Hannover, der Stadtverwaltung von Hannover – Linden und der preußischen Justizverwaltung.
1913 wurde er Syndicus der Freien Hansestadt Bremen. Er war von 1914 bis 1917 Soldat im Ersten Weltkrieg und studierte nach einer Kriegsverwundung ab 1917 Naturwissenschaften. 1919 wählte ihn die Handelskammer Bremen zu ihrem Syndicus. Er war verstärkt für Verkehrsfragen zuständig. Er wurde um 1919 Mitglied der Deutschen Volkspartei (DVP) und war von 1920 bis 1933 Mitglied der Bremischen Bürgerschaft. Auch hier widmete er sich den Verkehrs-, Handels- und Hafenproblemen. Nach der 1943 erfolgten Einbeziehung der Handelskammer in die Gauwirtschaftskammer Weser-Ems mit Sitz in Bremen wurde er deren Hauptgeschäftsführer. 1945 war er 1. Syndicus der Handelskammer und er setzte sich für die kampflose Übergabe Bremens am Ende des Zweiten Weltkriegs ein. 1951 ging er in den Ruhestand.